# Japán alka
A japán alka (Synthliboramphus wumizusume) a madarak osztályának a lilealakúak (Charadriiformes) rendjébe és az alkafélék (Alcidae) családjába tartozó faj.

## Rendszerezése
A fajt Coenraad Jacob Temminck holland arisztokrata és zoológus írta le 1836-ban, az Uria nembe Uria wumizusume néven.

## Előfordulása
Dél-Korea, Japán, Oroszország és Tajvan területén honos. Természetes élőhelyei a sziklás tengerpartok és szigetek, valamint a nyílt óceán. Állandó, nem vonuló faj.

## Megjelenése
Testhossza 26 centiméter.

## Természetvédelmi helyzete
Az elterjedési területe nagyon nagy, egyedszáma 5200-9400 példány közötti és csökken. A Természetvédelmi Világszövetség Vörös listáján veszélyeztetett fajként szerepel.